# Клод Елі
«Брат» Клод Елі (22 липня 1922 — 7 травня 1978) — американський релігійний співак і пісняр п'ятдесятників.

## Біографія

### Раннє життя
Брат Клод Деніел Елі, названий лейблом King Recording "Євангельським рейнджером" Аппалачських гір, народився в Пакеттс Крік, штат Вірджинія. Він був першим п'ятдесятником, який підписав контракт з великим звукозаписним лейблом для запису суто релігійної музики та пісень.

### Популярність
Музичний і духовний стиль Елі, який прославився своєю піснею "There Ain't No Grave (Gonna Hold My Body Down)", вплинув як на любителів світської, так і на любителів духовної музики. Хоча Бозі Стердівант був першим, хто записав мелодію Елі в 1941 році за допомогою польових записів Бібліотеки Конгресу США, Елі написав пісню в 1934 році. Компанія King Records з Цинциннаті допомогла Елі захистити авторські права на пісню в 1953 році. Багато голлівудських артистів та музичних виконавців визнавали своє захоплення та захоплення Елі. Часто музичні історики свідчать, що інші музичні виконавці також згадують про позитивний вплив Елі на їхню творчість. Мати Елвіса Гледіс приводила Елвіса Преслі на фестивалі Елі. Серед артистів, які записували пісні Елі, - Елвіс Преслі та Джонні Кеш. Самопродюсерський фільм Роберта Дюваля під назвою "Апостол" також включив музику Елі до свого саундтреку.

## Пасторство
Елі пастирював у різних церквах в Кентуккі, Вірджинії та Цинциннаті, штат Огайо. Елі також вів радіопрограму під назвою "Шоу євангельських рейнджерів", яка транслювалася на південно-східній частині Сполучених Штатів.